# Масе (Об)
Масе́ (фр. Macey) — коммуна во Франции, находится в регионе Шампань — Арденны. Департамент — Об. Входит в состав кантона Сент-Савин. Округ коммуны — Труа.
Код INSEE коммуны — 10211.
Коммуна расположена приблизительно в 135 км к юго-востоку от Парижа, в 85 км юго-западнее Шалон-ан-Шампани, в 12 км к западу от Труа.

## Население
Население коммуны на 2008 год составляло 856 человек.
| 1962 | 1968 | 1975 | 1982 | 1990 | 1999 | 2008 |
| ---- | ---- | ---- | ---- | ---- | ---- | ---- |
| 187  | 204  | 199  | 534  | 724  | 742  | 856  |

## Экономика
В 2007 году среди 605 человек в трудоспособном возрасте (15—64 лет) 463 были экономически активными, 142 — неактивными (показатель активности — 76,5 %, в 1999 году было 78,0 %). Из 463 активных работали 444 человека (239 мужчин и 205 женщин), безработных было 19 (8 мужчин и 11 женщин). Среди 142 неактивных 42 человека были учениками или студентами, 74 — пенсионерами, 26 были неактивными по другим причинам.

## Фотогалерея

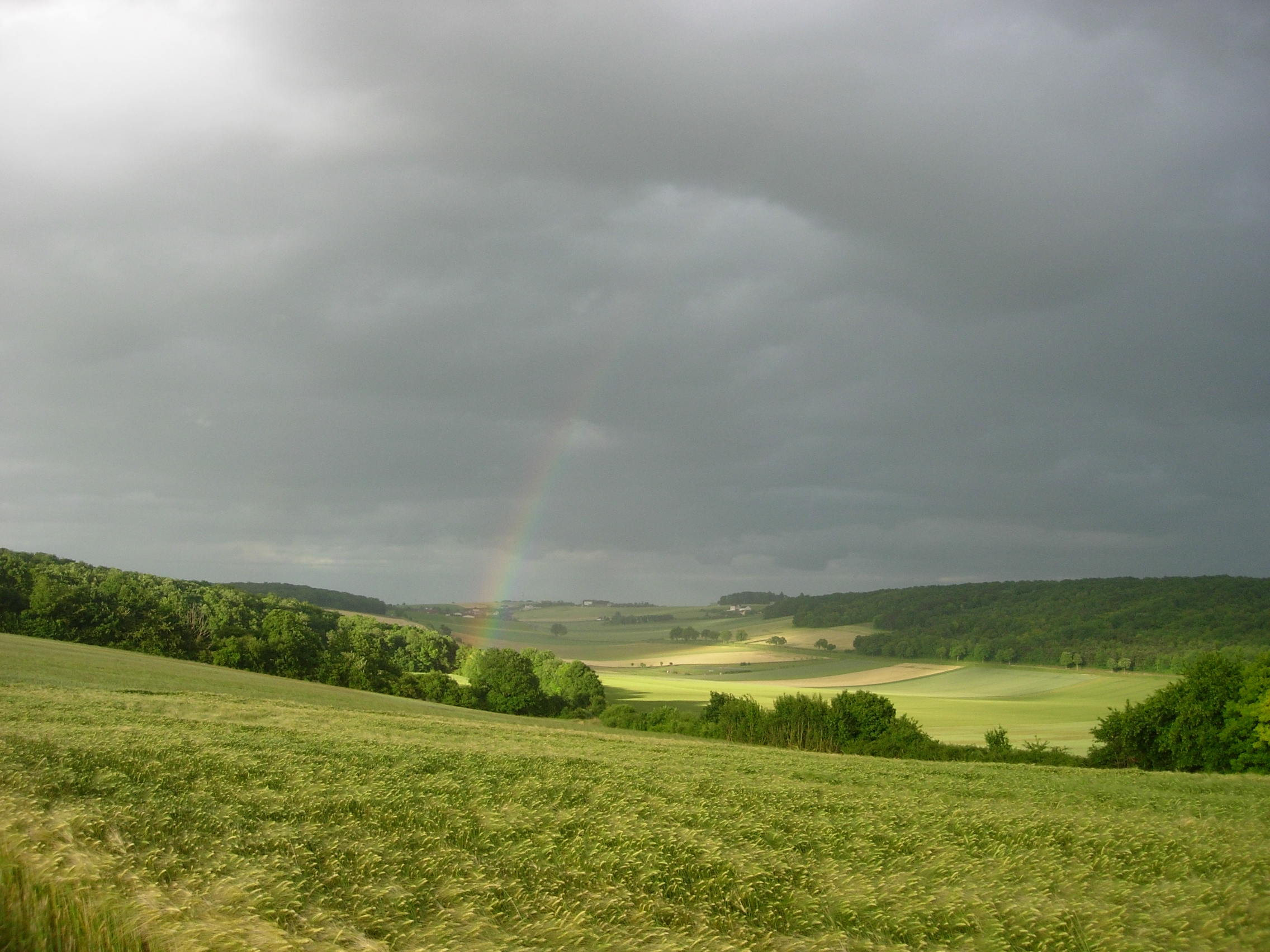
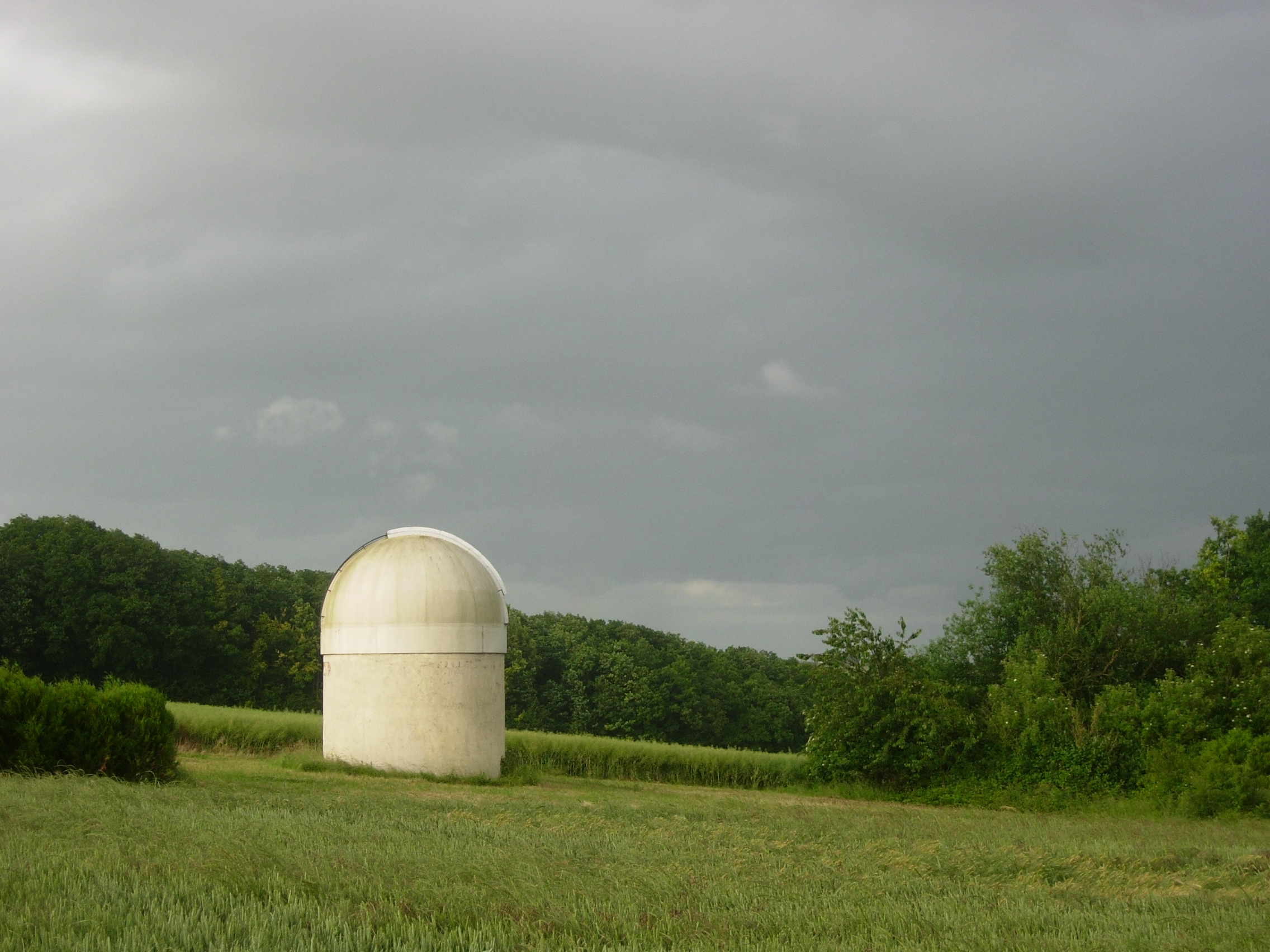
Обсерватория
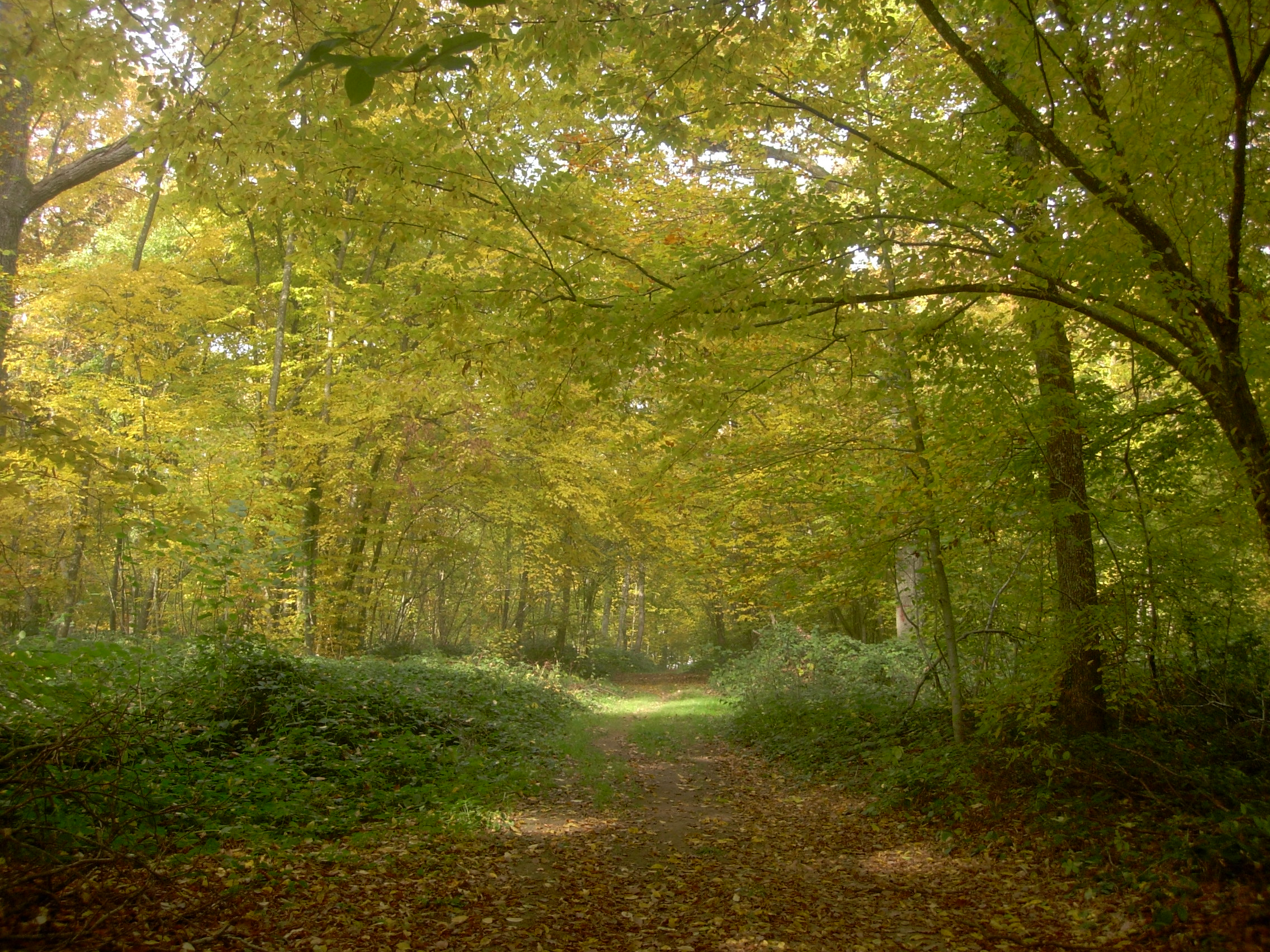
Лес
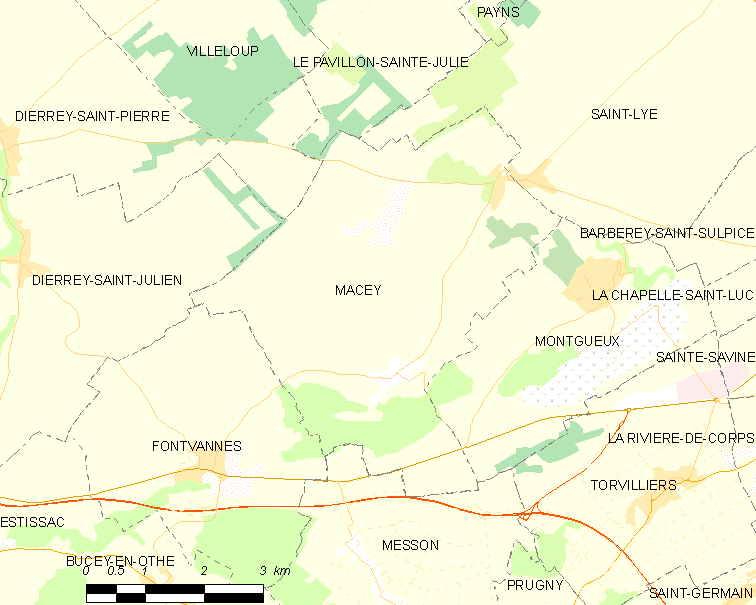
Карта коммуны